# 龙街镇 (大姚县)
龙街镇，是中华人民共和国云南省楚雄彝族自治州大姚县下辖的一个乡镇级行政单位。
2013年2月28日，云南省人民政府批复同意撤销龙街乡，设立龙街镇。

## 行政区划
龙街镇下辖以下地区：
龙街村、石关村、五福村、仓屯村、大龙箐村、外可奈村、鼠街村和塔底村。